# États généraux de 1560

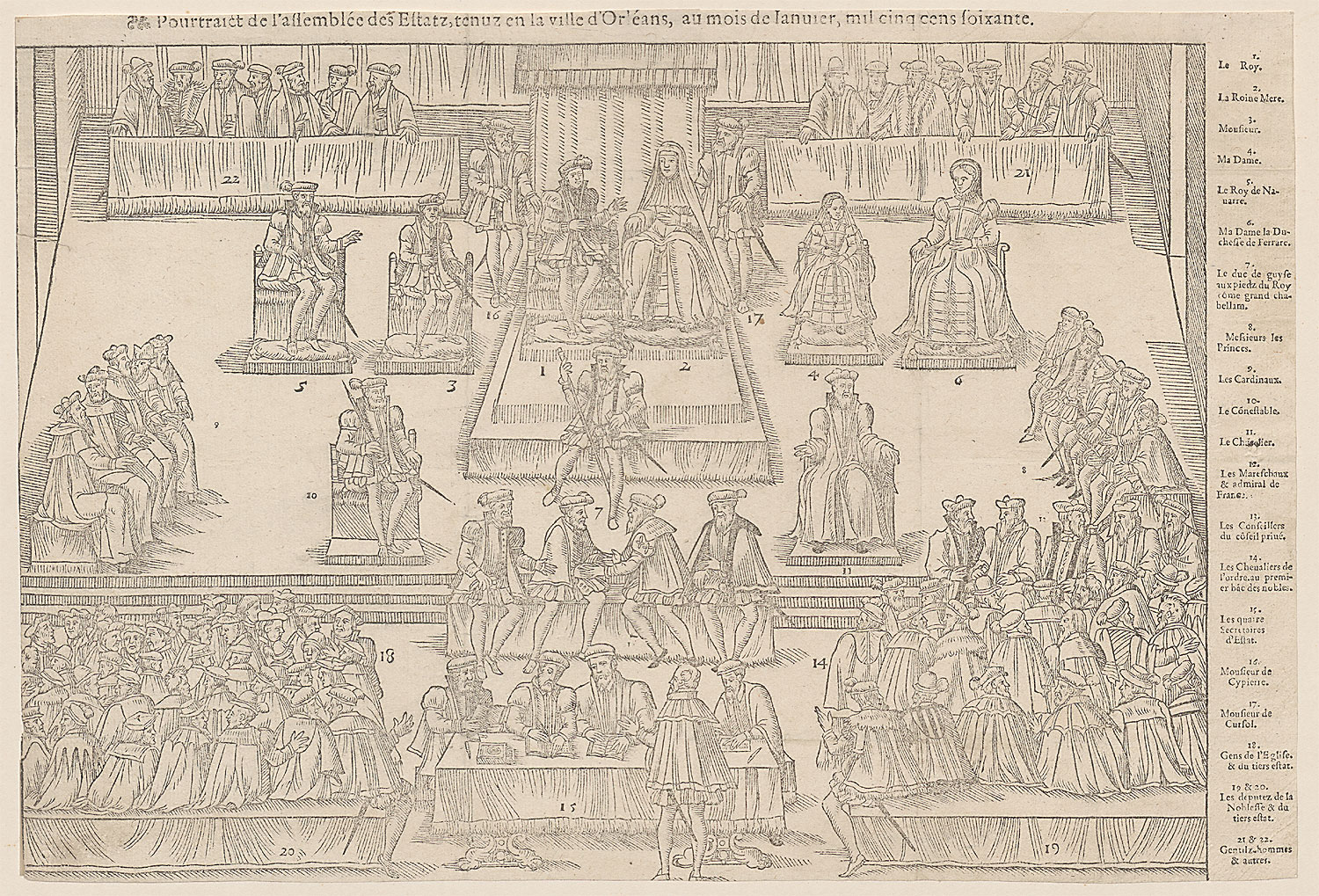
Gravure de Jacques Tortorel datant de 1570 représentant les états généraux de 1560.

Les états généraux de 1560 sont des états généraux qui s'ouvrent à Orléans, dans la province de l'Orléanais du royaume de France, le 13 décembre 1560, dans une salle construite à cet effet sur la place de l'Étape, convoqués par la reine mère et régente, Catherine de Médicis.
Le chancelier Michel de l'Hospital obtient que les questions religieuses soient débattues lors d'un prochain concile. La reine, quant à elle, empêche la noblesse et le tiers état de discuter des limites du pouvoir royal.
L'assemblée discute également des lois commerciales qui furent en vigueur jusqu'au début de la Révolution française (1789).
Les états sont clos le 31 janvier 1561.